# XVII з'їзд КП(б)У
XVII з'їзд КП(б)У — з'їзд Комуністичної партії (більшовиків) України, що відбувся 23–27 вересня 1952 року в Києві.
У роботі з'їзду взяли участь 771 делегат з ухвальним і 116 — з дорадчим голосом, які представляли 676 190 членів і 101 642 кандидатів у члени партії.

## Порядок денний з'їзду
1. Обговорення проектів ЦК ВКП(б) «Директиви XIX з'їзду партії по п'ятому п'ятирічному плану розвитку СРСР на 1951–1955 роки» (доповідач Коротченко Дем'ян Сергійович) і «Текст зміненого Статуту партії» (доповідач Кириченко Олексій Іларіонович).
2. Звіт ЦК КП(б)У (доповідач Мельников Леонід Георгійович).
3. Звіт Центральної Ревізійної комісії КП(б)У (доповідач Давидов Олексій Йосипович).
4. Вибори керівних органів КП(б)У.

## Керівні органи партії
Обрано Центральний комітет у складі 107 членів і 53 кандидатів у члени ЦК, Центральну Ревізійну комісію у складі 39 осіб.

### Члени Центрального комітету
- Александров Микола Михайлович
- Ангеліна Парасковія Микитівна
- Андріанов Сергій Миколайович
- Бажан Микола Платонович
- Барановський Анатолій Максимович
- Барильник Тимофій Григорович
- Бегма Василь Андрійович
- Білобров Іван Федорович
- Бондар Оксана Євстахіївна
- Ботвинов Олександр Гнатович
- Бочкін Андрій Юхимович
- Бубновський Микита Дмитрович
- Буркацька Галина Євгенівна
- Валігура Іван Трохимович
- Ваш Іван Михайлович
- Гайовий Антон Іванович
- Галицький Кузьма Микитович
- Гапій Дмитро Гаврилович
- Гмиря Петро Арсентійович
- Гнатенко Марина Василівна
- Голик Олександр Захарович
- Горобець Іван Григорович
- Горюнов Сергій Кіндратович
- Гречко Андрій Антонович
- Гречуха Михайло Сергійович
- Гришко Григорій Єлисейович
- Грушецький Іван Самійлович
- Гусятникова Парасковія Василівна
- Денисенко Олексій Іванович
- Дружинін Володимир Миколайович
- Дубковецький Федір Іванович
- Єсипенко Іван Іванович
- Іванов Іван Олександрович
- Івашутін Петро Іванович
- Іващенко Ольга Іллівна
- Івонін Іван Павлович
- Кальченко Никифор Тимофійович
- Караваєв Костянтин Семенович
- Кириленко Андрій Павлович
- Кириченко Олексій Іларіонович
- Кисляков Костянтин Сергійович
- Клименко Василь Костянтинович
- Коваль Іван Лукич
- Коваль Федір Тихонович
- Ковпак Сидір Артемович
- Козюля Іван Корнилович
- Колибанов Анатолій Георгійович
- Компанець Іван Данилович
- Кондратенко Андрій Павлович
- Конєв Іван Степанович
- Корнієць Леонід Романович
- Корнійчук Олександр Євдокимович
- Коротченко Дем'ян Сергійович
- Крейзер Яків Григорович
- Кременицький Віктор Олександрович
- Кривенко Яків Миколайович
- Кругляк Пилип Каленикович
- Кухаренко Лідія Іванівна
- Литвин Костянтин Захарович
- Маленкін Андрій Сергійович
- Манагаров Іван Мефодійович
- Мануїльський Дмитро Захарович
- Марков Василь Сергійович
- Мацуй Петро Панасович
- Мельников Леонід Георгійович
- Месюренко Лука Максимович
- Мжаванадзе Василь Павлович
- Морозова Євдокія Семенівна
- Назаренко Іван Дмитрович
- Найдек Леонтій Іванович
- Новиков Семен Михайлович
- Онищенко Вадим Прохорович
- Онищенко Григорій Потапович
- Палладін Олександр Володимирович
- Пєтухов Костянтин Дмитрович
- Підгорний Микола Вікторович
- Поборчий Олександр Павлович
- Позаненко Василь Васильович
- Посмітний Макар Онисимович
- Поченков Кіндрат Іванович
- Рогинець Михайло Георгійович
- Рудаков Олександр Петрович
- Руденко Роман Андрійович
- Сердюк Зиновій Тимофійович
- Сєнін Іван Семенович
- Синиця Михайло Софронович
- Синяговський Петро Юхимович
- Соколенко Іван Прокопович
- Співак Марк Сидорович
- Стафійчук Іван Йосипович
- Стахурський Михайло Михайлович
- Степанок Данило Тимофійович
- Степченко Федір Петрович
- Строкач Тимофій Амвросійович
- Струєв Олександр Іванович
- Сухіашвілі Костянтин Давидович
- Тарасов Степан Никонович
- Тичина Павло Григорович
- Туряниця Іван Іванович
- Федоров Олексій Федорович
- Фоменко Микола Михайлович
- Хромих Іван Ілліч
- Чеканюк Андрій Терентійович
- Шевель Георгій Георгійович
- Шевчук Григорій Іванович
- Щербак Пилип Кузьмич
- Яндринська Анастасія Миколаївна

### Кандидати в члени Центрального комітету
- Ананченко Федір Гурійович
- Бєлогуров Микола Кіндратович
- Бутенко Григорій Прокопович
- Веденін Андрій Якович
- Волошин Іван Митрофанович
- Голубар Семен Григорович
- Григор'єв Володимир Сергійович
- Гриценко Павло Пилипович
- Гриза Олексій Андріанович
- Дорошенко Петро Омелянович
- Дядик Іван Іванович
- Ємченко Григорій Якович
- Жуков Тимофій Семенович
- Задонцев Антон Іванович
- Клименко Фросинія Григорівна
- Коваль Олексій Григорович
- Козланюк Петро Степанович
- Конопкін Митрофан Михайлович
- Копиця Давид Демидович
- Корнієнко В. П.
- Кременчугська-Мурай Ольга Сергіївна
- Кувшинов Петро Іванович
- Маликов Степан Федорович
- Малущенко Митрофан Єгорович
- Нежевенко Григорій Семенович
- Нощенко Петро Хомич
- Пантелюк Юрій Йосипович
- Пашин Михайло Андрійович
- Підтиченко Марія Максимівна
- Пізнак Федір Іванович
- Пінчук Григорій Павлович
- Прикордонний Дмитро Максимович
- Прилюк Дмитро Михайлович
- Прусаков Микола Юхимович
- Речмедін Леонід Остапович
- Решетняк Пилип Несторович
- Селіванов Олександр Гнатович
- Сидоренко Олександр Петрович
- Скрябін Володимир Володимирович
- Слободянюк Маркіян Сергійович
- Сорока Євдоким Дмитрович
- Степичев Василь Васильович
- Титаренко Олексій Антонович
- Титов Віталій Миколайович
- Трусов Костянтин Ананійович
- Тульчинська Віра Петрівна
- Усов Павло Олексійович
- Ципанович Василь Андрійович
- Чернявський Олександр Пилипович
- Шупик Платон Лукич
- Щербань Михайло Федорович
- Яворський Іван Йосипович
- Якименко Семен Семенович

### Члени Центральної Ревізійної комісії
- Блятон Микола Григорович
- Бурдейний Олексій Семенович
- Вєшніков Олексій Олексійович
- Гапоненко Марія Климентіївна
- Горбатюк Іван Маркович
- Давидов Олексій Йосипович
- Данченко Олексій Євгенович
- Дементьєв Георгій Гаврилович
- Додь Феодосій Леонтійович
- Єлістратов Петро Матвійович
- Зубарєв Микола Прокопович
- Іванов Володимир Петрович
- Казанець Іван Павлович
- Комяхов Василь Григорович
- Кондратюк Марія Кирилівна
- Косенко Зоя Миколаївна
- Кудінов Михайло Андрійович
- Кузьменко Михайло Григорович
- Литовченко Григорій Павлович
- Логвин Іван Михайлович
- Лукич Леонід Юхимович
- Мазепа Іван Ілліч
- Мартиненко Іван Михайлович
- Москалець Костянтин Федорович
- Мужицький Олександр Михайлович
- Нечаєв Олександр Миколайович
- Нечипорук Зоя Савівна
- Подольський Микола Тимофійович
- Поперека Михайло Степанович
- Рудич Михайло Антонович
- Савельєв Іван Степанович
- Сергєєва Клавдія Іванівна
- Слонь Михайло Варнайович
- Смирнов Віктор Іванович
- Ткачук Марко Якович
- Турбай Григорій Автономович
- Шепілов Василь Тимофійович
- Штокало Йосип Захарович
- Щербицький Володимир Васильович